# La Vierge à la chaise
 (décembre 2019).
Si vous disposez d'ouvrages ou d'articles de référence ou si vous connaissez des sites web de qualité traitant du thème abordé ici, merci de compléter l'article en donnant les références utiles à sa vérifiabilité et en les liant à la section « Notes et références ».
La Vierge à la chaise (en italien : Madonna della seggiola ou Madonna della sedia) est une peinture religieuse de Raphaël datant de sa période romaine (1508-1520). Le tableau est actuellement exposé dans la salle de Saturne de la Galerie Palatine du Palais Pitti, à Florence.

## Histoire
Réalisé en 1513-1514 à Rome, attesté en 1589 et au palais Pitti depuis le XVIIIe siècle, emporté à Paris par les troupes napoléoniennes en 1799 et accroché dans la galerie de peinture du château de Malmaison à la demande de Joséphine Bonaparte, le tableau est rendu à la ville de Florence en 1815.
Son titre (Vierge à la chaise) est dû à la présence à gauche d'un montant du dossier d'une chaise qui renverrait aux meubles papaux en laissant supposer que c'est le pape Léon X lui-même qui aurait commandé ce tableau.

## Description
Ce tondo (tableau à l'huile sur panneau rond de 71 cm) qui « marque le point d'aboutissement des recherches de Raphaël sur ce format », représente Marie, tenant dans ses bras, l'Enfant Jésus, avec Jean Baptiste enfant qui les regarde avec dévotion, les mains jointes, portant entre ses bras sa croix en roseau. 
La Vierge presse de ses deux mains son enfant contre elle, le bras de l'Enfant disparaissant sous son châle. Saint Jean-Baptiste, avec sa croix, est relégué au bord du tableau, derrière les plis du manteau de la Vierge.
Les regards de Marie et de Jésus se portent tous deux vers le spectateur alors que celui de Jean est axé sur le couple sacré.
La Vierge porte un châle ouvragé sur les épaules ainsi qu'un bracelet détaillé au poignet. Sa tête est ceinte d'un turban.
Tous les personnages portent une auréole fine et discrète. Celle de la Vierge est rendue incomplète, masquée par le bord du cadre.
Le fond est indistinct, de couleur brune.

## Analyse
La Vierge est présentée comme « siège de la sagesse » entre les hommes et Dieu (chaise pour siège).
La pose de la Vierge dont la tête se penche vers celle de son fils accentue  la rondeur du cadre en tondo et s'accorde à ce format très en vigueur pendant la Renaissance florentine. La posture de ses jambes qu'on devine sous sa robe se plie également au format. 
Les détails du turban, du châle, du bracelet s'accordent en finesse (et en richesse ?) avec  les détails de l'ébénisterie du montant de la chaise visible au premier plan.
D'après Jan Blanc, l'art de la Vierge à la chaise est d'abord celui d'un coloriste

## Citation

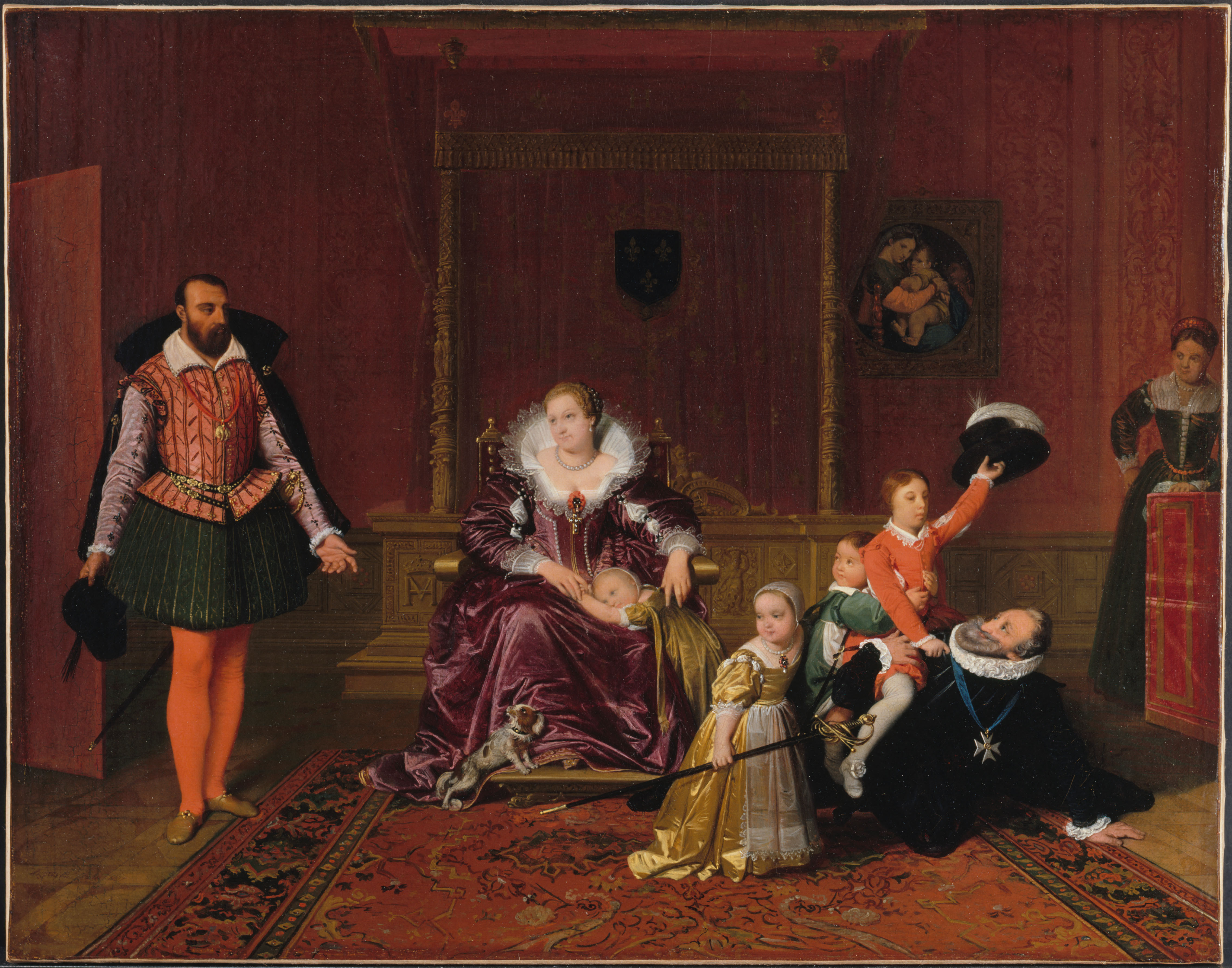
Le tableau d'Ingres montrant le tableau accroché sur un panneau du mur à droite.

Il est représenté dans le tableau de La Tribune des Offices de Johann Zoffany (1772) comme œuvre présentée dans la pièce d'exposition éponyme de la collection des Médicis au palais des Offices, alors qu'il n'y fut jamais exposé.
Il apparaît également dans un tableau que Joseph Mallord William Turner expose en 1820, Rome vue du Vatican.
Jean-Auguste-Dominique Ingres le fait figurer dans plusieurs de ses tableaux : on le trouve accroché au mur dans Henri IV recevant l'ambassadeur d'Espagne, réduit à une épure dans un motif du tapis du portrait de Napoléon Ier sur le trône impérial (coin inférieur gauche) ; esquissé sur une feuille posée sur la table dans le portrait de Philibert Rivière conservé au Louvre.

## Copies
- Par le  peintre Ingres, œuvre conservée au château de Meung-sur-Loire.
- Par le peintre Nicolas-André Courtois (1782)[4]
- Par le  peintre genevois Louis Théodore Abraham Constantin (1807).
- Par le peintre Henri-Joseph Dubouchet, musée du Louvre[5].
- Copie assez médiocre en l'église paroissiale Saint-Denis, Vaucresson.
- Par Louis de Forbin, en 1813
- Anonyme, dans l'église paroissiale Saint-Hilaire, à Castelmoron-sur-Lot.
- Dans l’église Saint-Nicolas du Pouliguen (Loire-Atlantique).

## Postérité
Le tableau fait partie du musée imaginaire de l'historien français Paul Veyne, qui le décrit dans son ouvrage justement intitulé Mon musée imaginaire.